# Stereochilus pachyphyllus
Stereochilus pachyphyllus är en orkidéart som först beskrevs av William Cavestro, och fick sitt nu gällande namn av William Cavestro. Stereochilus pachyphyllus ingår i släktet Stereochilus och familjen orkidéer. Inga underarter finns listade i Catalogue of Life.